# Silvia Meseguer
Silvia Meseguer Bellido (* 12. März 1989 in Alcañiz, Provinz Teruel) ist eine ehemalige spanische Fußballspielerin. Die Mittelfeldspielerin nahm mit der A-Nationalmannschaft an der Europameisterschaft 2013 teil.

## Sportlicher Werdegang
Meseguer debütierte für CD Prainsa Saragossa im Erwachsenenbereich. Über Espanyol Barcelona kam sie im Sommer 2013 zu Atlético Madrid. Bereits 2008 hatte sie für die Nationalelf debütiert, mit der sie sich für die EM-Endrunde 2013 qualifizierte. Dort bestritt sie alle vier Endrundenspiele, ehe die Mannschaft im Viertelfinale an Norwegen scheiterte. Ihr letztes Spiel bestritt sie am 19. Mai 2023 für den Sevilla FC.